# Пиросмани, Нико
Нико́ Пиросма́ни (груз. ნიკო ფიროსმანი; настоящее имя Никола́й Асла́нович Пиросманашви́ли (Пиросманишви́ли), груз. ნიკოლოზ ასლანის ძე ფიროსმანაშვილი; 5 [17] мая 1862, Мирзаани, Тифлисская губерния, Российская империя — 7 апреля 1918, Тифлис, Закавказье) — грузинский и российский художник-самоучка, представитель примитивизма, один из крупнейших мастеров наивного искусства.

## Биография
Многие факты биографии Пиросманишвили не подтверждены документально, а известны либо с его слов, либо восстановлены уже после его смерти.
Пиросмани родился предположительно 17 мая 1862 года в селе Мирзаани (Кахетия) в крестьянской семье, четвёртый и последний ребёнок (брат Георгий, сёстры Мариам и Пепуца). В 1870 году умер отец, вскоре после этого — мать и старший брат. Нико Пиросмани, единственный из семьи, остался жить в селе Шулавери у последней работодательницы отца, в поместье армянских дворян Калантаровых — Эпросине Калантаровой. В доме у дворян Калантаровых по хозяйству долгое время управлялся крестьянин по имени Аслан, отец Нико Пиросмани. Аслан ушёл из жизни рано. Через несколько лет умерла и мать, но перед смертью попросила у господ Калантаровых позаботиться о её маленьком Нико, потому что дочь — сестра Нико Пиросмани — была уже большой, а за ним ещё нужен был уход.
Так Пиросмани в девятилетнем возрасте попал в Тифлис. Как помнит Ника из рассказов деда, Пиросмани в доме Калантаровых был помощником повара на кухне. Мальчик рос, упражнялся в рисовании, помогал по дому. В возрасте 23 лет Нико влюбился в хозяйскую дочь — Вирджинию Калантарову — сестру Михаила. Узрев это дело, Егор Бежанович решил оградить молодых людей друг от друга. Как показывает история жизни большого примитивиста, его избранницами часто становились актрисы. В конечном итоге он дал Пиросмани сто рублей и лавку, в которой тот должен был торговать всякой снедью, и отпустил в жизнь. В семье Калантаровых с перерывами он провёл около пятнадцати лет, сначала — в Шулавери, а потом — в Тифлисе, куда вместе с сыном Эпросине Георгием Калантаровым переехал в середине 1870-х годов. Научился читать по-грузински и по-русски, но не получил никакого систематического образования. Несколько месяцев был в обучении ремеслу в типографии. Предположительно в 1876 году на короткое время возвращался в Мирзаани к сестре и работал пастухом.
Понемногу учился живописи у странствующих художников, расписывавших вывески лавок и духанов. В середине 1880-х годов вместе с художником Гиго Зазиашвили, также самоучкой, в Тифлисе открыл мастерскую декоративной росписи. По легенде, первую вывеску Пиросманашвили и Зазиашвили выполнили бесплатно, а других заказов не получили. В 1890 году поступил на работу тормозным кондуктором на железной дороге. Неоднократно был оштрафован за различные нарушения и 17 января 1894 года уволился по собственному желанию. Выходное пособие вложил в молочную торговлю и вместе с компаньоном Димитрой Алугишвили открыл молочную лавку, для которой нарисовал две вывески «Белая корова» и «Чёрная корова». Сам особенного интереса к торговле не проявил, многократно покидал лавку, ездил в Мирзаани к родственникам. В конце 1890-х годов Алугишвили выдавал ему по рублю в день на проживание. Примерно в 1900 году закончил занятия торговлей и начал зарабатывать себе на жизнь живописью.
Окружающие относились к Пиросманашвили как психически нездоровому человеку, с которым невозможно иметь дело. Во многом питательной почвой для этого были его собственные утверждения о том, что он может видеть святых, а его кисть будто бы «пишет сама». Он даже заслужил такие прозвища, как «Семь пятниц на неделе» и «Не от мира сего». До конца жизни художник большую часть времени жил в полной нищете, ночевал в подвалах.
С 1895 года активно занимался живописью, создавая вывески для торговых заведений и декоративные панно. Писал он на холсте, железе, специальной чёрной клеёнке, линолеуме, в последние годы жизни — также на картоне; краски Пиросмани покупал, но в годы нищеты частично изготавливал сам.
Как художник до 1912 года не имел никаких контактов с представителями художественного мира Тбилиси.

Летом 1912 года творчество Пиросмани заметили и начали пропагандировать футуристы, близкие к кругу Михаила Ларионова — братья поэт Илья и художник Кирилл Зданевичи, а также их друг, художник Михаил Лё-Дантю. Кирилл Зданевич приобрёл у Пиросмани большое количество картин, многие художник выполнил на заказ. 10 февраля 1913 года Илья Зданевич опубликовал в газете «Закавказская речь» статью о творчестве Пиросманашвили под заглавием «Художник-самородок». 24 марта 1913 года в Москве на Большой Дмитровке открылась выставка живописи художников-футуристов «Мишень», где, наряду с произведениями известных художников, в первую очередь Ларионова и Натальи Гончаровой, были выставлены и несколько картин Пиросмани, привезённых из Тбилиси Ильёй Зданевичем. В июле 1913 года в тифлисской газете «Закавказье» Е. К. Псковитинов напечатал ещё одну статью о Пиросмани. Одновременно творчеством Пиросмани заинтересовались молодые грузинские художники Давид Какабадзе и Ладо Гудиашвили, а вернувшийся после учёбы в Германии Дмитрий Шеварднадзе начал собирать коллекцию его произведений.
В августе 1914 года после начала войны в Российской Империи был введён сухой закон. Положение Пиросмани, существенной частью дохода которого было изготовление вывесок для питейных заведений, значительно ухудшилось.
5 мая 1916 года в мастерской Кирилла Зданевича в Тифлисе прошла однодневная выставка произведений Пиросманашвили. Она имела относительный успех, и в 1916 году было решено пригласить Пиросманашвили во вновь созданное Общество грузинских художников. Он стал относительно популярен, всё более широкая публика в Тифлисе стала интересоваться его живописью и собирать его картины. Это, впрочем, почти не сказалось на финансовом состоянии художника.

### Смерть
Нико Пиросмани скончался в Тифлисе 7 апреля 1918 года от голода и болезни. Он провёл три дня в подвале дома 29 на Молоканской (ныне — Пиросмани) улице. Обнаружив, его отвезли в больницу, где художник через полтора дня скончался. Местонахождение его могилы неизвестно, предположительно — общая могила для бедняков на Кукийском кладбище.

## Легенды
Существует популярная легенда об отвергнутой любви Пиросмани к актрисе Маргарите (история, ставшая сюжетом песни «Миллион роз»).
Есть также легенда о том, что классик грузинской поэзии Важа-Пшавела был знаком с Пиросмани и повлиял на поэтическое творчество художника (Пиросмани якобы писал стихи, которые не дошли до нас), при этом после смерти Пшавелы Пиросмани был среди тех, кто нёс его гроб. У этих легенд пока нет вещественных документальных подтверждений, быть может из-за того, что при жизни художника им просто не придавалось какого-либо значения.
Существует заблуждение о том, что художник писал картины на простых клеёнках, которыми накрывали столы в духанах. Так, Константин Паустовский вспоминал: «Материала не было, и Пиросман начал писать на том единственном, что находилось всегда под рукой в каждом, даже самом дешёвом духане — на простой клеёнке, снятой со столика. Клеёнки были чёрные и белые. Пиросман писал, оставляя там, где это было нужно, незакрашенные куски клеенки». В действительности материалом Пиросмани была совершенно другая клеёнка, вырабатывавшаяся для технических нужд, которую он специально покупал, — чёрная, матовая, с характерной поверхностью: пупырчатой или испещрённой извивающимися бороздками. Стоила она, вероятно, не меньше холста.

## Творчество
Существенную часть работ Пиросмани, как сохранившихся, так, вероятно, и утерянных, составляют вывески. В Тифлисе начала XX века это был чрезвычайно популярный жанр. На вывесках обычно присутствуют надписи по-русски и по-грузински, причём русские часто с ошибками. Вероятно, художник не придавал этому большого значения. Очень часто они выполнены на чёрном фоне.
Чёрный фон характерен и для других работ Пиросмани, в первую очередь для портретов. Чтобы не создавать слишком яркого контраста белого лица и чёрного фона, он подмешивал пигмент в белую краску. Портреты он часто выполнял по фотографиям. Так были написаны портрет Ильи Зданевича (1913) и портрет Александра Гаранова (1906). Известно, что портрет Зданевича был написан за три дня от начала до конца. Пиросмани работал быстро и не пытался как-то улучшать или исправлять свою работу.
Большое место в творчестве художника занимают анималистические образы. Написанные художником животные не столько похожи на свои реальные прообразы, сколько друг на друга. Как замечал Ладо Гудиашвили, у животных на картинах глаза самого художника. Как правило, все животные изображены в повороте на три четверти.
Постоянно повторяющимся сюжетом творчества Пиросмани являются сцены праздника или пира. Они могут быть частью пейзажа, а могут быть предметом самостоятельного произведения. Эти сцены представляют яркий контраст с полуголодным существованием самого художника.
Его творчество высоко оценивали Пабло Пикассо и русские авангардисты. Живописец, график, сценограф и теоретик искусства Михаил Ларионов отмечал, что «немногочисленные средства, с которыми у него достигается так много, — великолепны».

### Музеи
Значительное большинство произведений Нико Пиросмани хранится на родине художника, в коллекциях Государственного музея искусств Грузии и Национальной картинной галереи Грузии (Тбилиси), а также в собраниях двух музеев Кахетии — Сигнахского музея (в Сигнахи) и Дома-музея Нико Пиросмани (в селе Мирзаани, учреждён в 1982 году). Крупнейшим российским собранием произведений Пиросмани обладает Московский музей современного искусства (свыше 20 работ), отдельные работы художника находятся в Государственном музее искусства народов Востока, в Третьяковской галерее (экспозиция на Крымском валу) в Москве, а также в Русском музее в Санкт-Петербурге и Музее Востока (Москва). Ряд живописных произведений художника входит в постояную экспозицию Галереи изобразительного искусства им. Давида Какабадзе (Кутаиси).
Наиболее известные работы — «Дворник» (1904); «Продавец дров»; «Рыбак среди скал» (1906); «Медведь в лунную ночь» (1905); «Гумно» (1915); «Лань» (1916); «Кутёж трёх князей», «Маргарита (1909)», «Жираф».
Несколько работ известно только по сохранившимся фотографиям (таковой считается картина «Собака Батум»).

## Память
Имя художника присвоено улице Пиросмани (бывшая Молоканская) в Тбилиси, где в доме 29 он жил в последние годы жизни.
Существует два музея художника:
- Дом-музей Нико Пиросмани в селе Мирзаани
- Музей-квартира Нико Пиросмани в Тбилиси на улице Пиросмани, дом 29

В Тбилиси (Абанотубани) есть памятник художнику; скульптор — Элгуджа Амашукели.
Именем художника названо одно из грузинских вин.
Портрет Пиросмани был размещён на лицевой стороне купюры номиналом 1 лари образца 1995 года. Фрагменты картин присутствуют на оборотной стороне купюр номиналом 1 лари (1995) и 5 лари (2016) и на реверсе монеты номиналом 20 тетри.

## Пиросмани в мировой культуре
О жизни художника сняты фильмы, многие поэты (Павел Антокольский, Тициан Табидзе, Георгий Леонидзе и др.) посвятили ему стихи.

### Проза о Пиросмани
- К. Г. Паустовский — глава в «Повести о жизни»
- Эраст Кузнецов — биографическая книга «Пиросмани» (1975), неоднократно переиздававшаяся
- Вадим Коростылёв — пьеса 1974 года «Пиросмани… Пиросмани… Пиросмани…», а также сценарий фильма «Здравствуйте все!»
- Римма Канделаки — «Бродил художник по городу»
- Валериан Маркаров — «Легенда о Пиросмани»[19]
- Хрипко А. В. — «Нико Пиросмани. Девять сказок о нём.»

### Стихи о Пиросмани
- Павел Антокольский «Нико Пиросманишвили» (1935)
- Андрей Вознесенский «Миллион алых роз»
- Булат Окуджава «Песенка о художнике Пиросмани» Архивная копия от 24 февраля 2008 на Wayback Machine (1964)
- Ярослав Смеляков «Нико Пиросмани»
- Тициан Табидзе «Пиросмани» Архивная копия от 18 ноября 2011 на Wayback Machine.

### Музыка, посвящённая Пиросмани
- Мюзикл «Пиросмани» (2004) Александра Басилая — история любви художника к певице Маргарите.
- Симфония №5 Сулхана Насидзе носит название «Пиросмани».
- Знаменитая песня Аллы Пугачёвой — «Миллион роз» на одноимённые стихи Андрея Вознесенского повествует об истории любви Пиросмани к французской актрисе Маргарите де Севр. Мелодия была написана Раймондом Паулсом и в исполнении Пугачёвой стала суперпопулярной в СССР и ряде других стран.
- «Песню о Пиросмани» (Н. Гигаури — Л. Асатиани) исполняли грузинские ансамбли «Иверия» и «Орэра».
- Певица Тамара Гвердцители в 2003 году воспела Нико Пиросмани в песне «Украденное сердце Нико», написанной на музыку Е. Кобылянского и слова Ю. Рыбчинского.
- Упоминается в песне Олега Митяева «На перроне разлук»: «На перроне разлук — желтизна, пахнет осенью и пирожками. / Я на лавке сижу допоздна, как жираф на холсте Пиросмани».

### Фильмы о Пиросмани
- «Пиросмани» (1969). Режиссёр Георгий Шенгелая. В роли Пиросмани — художник Автандил Варази
- «Здравствуйте, все!» (1980). Режиссёры: Гига Лордкипанидзе, Амиран Дарсавелидзе. В роли Пиросмани — Отар Мегвинетухуцеси
- «Арабески на тему Пиросмани» (1985, короткометражный). Режиссёр: Сергей Параджанов

### Прочее
- Антон Кузьмин «Солнце Нико Пиросмани»
- В репертуаре драматического театра им. Б. Е. Захавы (г. Павлоград, Украина) живёт спектакль «Пиросмани» по одноимённой пьесе Вадима Коростылёва в постановке заслуженного деятеля искусств Украины А. А. Ревы. Премьера состоялась 12 ноября 2000 года. Главную роль исполняет ведущий актёр театра Александр Гуржий.
- «Пиросмани, Пиросмани…» (2017) — телеспектакль Лобненского муниципального театра «Куклы и люди» (режиссёр-постановщик Жанна Демихова), в роли Пиросмани — Григорий Паронян

## Галерея
- Девочка с воздушным шаром
- Рыбак в красной рубашке
- Крестьянка с детьми идёт за водой
- Актриса Маргарита
- Олень
- Жираф
- Мальчик — продавец дров
- Лекарь на осле
- Батуми
- Крестьянин с быком. 1916
- Натюрморт
- Дворник
- Кабан
- Медведь
- Свинья с поросятами
- Бездетный миллионер и бедная женщина с детьми

### Книги
- Богемская К. Г. Нико Пиросмани. — М.: Белый Город, 2002. — 47 с. — ISBN 5-7793-0463-7.
- Буачидзе Г. С. Повесть о грузинской живописи. Кн. 1: Пиросмани или прогулка оленя. — Тбилиси: Хеловнеба, 1981. — 294 с. — 100 000 экз.
- Зданевич К. М. Нико Пиросманашвили. — М.: Искусство, 1964. — 128 с. — 10 000 экз.
- Канделаки Р. Е. Бродил художник по городу. — М.: Детская литература, 1979.
- Крусанов А. В. Русский авангард: 1907—1932 (Исторический обзор): В 3 т. — М.: Новое литературное обозрение, 2010. — Т. 1. Боевое десятилетие. Кн. 1. — 784 с. — ISBN 978-5-86793-769-0.
- Кузнецов Э. Д. Пиросмани / Художники серии: М. Аникст, С. Бархин.. — Л.: Искусство. Ленингр. отд-ние, 1975. — 168, [58] с. — (Жизнь в искусстве). — 50 000 экз. (в пер., суперобл.)
- Кузнецов Э. Д. Вступительная статья // Нико Пиросмани. — Альбом. — Л.: Аврора, 1984. — С. 5—80. — 327 с.
- Кузнецов Э. Д. Пиросмани: Биография. — СПб.: Вита Нова, 2012. — 352 с. — («Жизнеописания»). — 1000 экз. — ISBN 978-5-93898-388-5.
- Кузнецов Э. Д. Пиросмани. — М.: Молодая гвардия, 2015. — 240 с. — (Жизнь замечательных людей). (: сер. биогр.; вып. 1551).
- Кузьмин А. С. Солнце Нико Пиросмани. — Екатеринбург: На пяти углахъ, 2002. — 12 с.
- Нико Пиросманишвили (1862—1918). Каталог выставки / с Т. Е. Саникидзе, Н. В. Апчинской и Д. В. Сарабьяновым. — М., 1986. — 82 с.
- Паустовский К. Г. Близкие и далекие. — М.: Молодая гвардия, 1967. — 400 с. — (Жизнь замечательных людей).
- Маркаров В. Легенда о Пиросмани. — ЛитРес: Самиздат, 2018. — 280 с.
- Хрипко А. В. Нико Пиросмани. Девять сказок о нём. — Ridero, 2025. — 132 с. — ISBN 978-5-0067-0332-2.

### Статьи
- Шатских А. С. Некоторые уточнения к истории открытия Нико Пиросманашвили (М. В. Ле-Дантю на Кавказе) // Нико Пиросманашвили. Материалы научной конференции 1986 г.: Государственный музей Востока, Государственный музей искусств Грузии. — М., 1992. — С. 32—44.
- Стригалёв А. А. Кем, когда и как была открыта живопись Н. А. Пиросманашвили? // Панорама искусств. Вып. 12. — М., 1989. — С. 296—332.
- Пиросманашвили : [арх. 8 октября 2022] // Перу — Полуприцеп. — М. : Большая российская энциклопедия, 2014. — С. 261. — (Большая российская энциклопедия : [в 35 т.] / гл. ред. Ю. С. Осипов ; 2004—2017, т. 26). — ISBN 978-5-85270-363-7.
- Апчинская Н. В. Нико Пиросмани «Да будет прославлена эта десница» // Третьяковская галерея (журнал). — М., 2009. — № 1 (22). — С. 44—53.